# チェイス・バディンジャー
チェイス・バディンジャー  (Chase Andrew Budinger 1988年5月22日 - )は、アメリカ合衆国カリフォルニア州出身のプロバスケットボール選手、ビーチバレーボール選手。。身長201m  体重98kg。

## 経歴
カリフォルニア州サンディエゴ近郊出身のバディンジャーは、高校時代はバスケットボールとバレーボールの両方で優秀な選手として知られた。大学は同州の南カリフォルニア大学やUCLAという有力校からの誘いがあったものの、最終的にはアリゾナ大学に進学。1年生からスタメンで起用され、3年生時には平均18得点を記録し、2009年のNBAドラフトにアーリーエントリーを表明。44位でデトロイト・ピストンズから指名された後に、交渉権がヒューストン・ロケッツに移動し、入団。3シーズンの間、ベンチプレーヤーとして活躍した。

2012年のNBAドラフト開催日の2012年6月25日、将来のドラフト指名権との交換でミネソタ・ティンバーウルブズに移籍。

2015年7月12日、ダムヤン・ルデスとの交換トレードで、インディアナ・ペイサーズに移籍した。しかし、2016年3月5日にサラリーキャップとロースター枠の調整のために解雇されたが、翌日フェニックス・サンズと契約した。
2016年10月はブルックリン・ネッツのトレーニングキャンプに参加するも、シーズン開幕前に解雇。同月26日にリーガACBのサスキ・バスコニアと契約した。

## その他
姉と兄はバレーボール選手で、姉のブリタニーはサンフランシスコ大学の殿堂入りしている。またバディンジャー本人のバレーボールの腕前もプロ級で、2011年のNBAロックアウトの時には、バレーボール選手への転向を真剣に考えた程である。2024年に開催されたパリ五輪にてビーチバレーボール選手として出場。